# Palais royal de Podgorica
Le palais royal de Podgorica est une (ancienne) résidence royale d'hiver à Podgorica, la capitale du Monténégro. Le palais a été construit par le roi Nicolas Ier du Monténégro en 1889.
Le palais est aujourd'hui le siège de la Fondation Petrovich Njegosh, présidée par Nicolas, prince héritier du Monténégro.